# Gambrinus liga 2003/2004
Sezóna 2003/04 Gambrinus ligy byla 11. sezónou v samostatné české lize. Začala 26. července 2003 a skončila 15. května 2004. Do tohoto ročníku postoupily z druhé ligy týmy SFC Opava a FC Viktoria Plzeň. Po skončení ročníku do druhé ligy sestoupily týmy FC Viktoria Plzeň a FK Viktoria Žižkov. FC Baník Ostrava se stal mistrem ligy.

## Konečná tabulka
| Poř. | Tým                     | Z  | V  | R  | P  | VG | OG | B  |
| ---- | ----------------------- | -- | -- | -- | -- | -- | -- | -- |
| 1.   | FC Baník Ostrava        | 30 | 18 | 9  | 3  | 60 | 25 | 63 |
| 2.   | AC Sparta Praha (C) (P) | 30 | 16 | 10 | 4  | 48 | 24 | 58 |
| 3.   | SK Sigma Olomouc        | 30 | 16 | 7  | 7  | 43 | 24 | 55 |
| 4.   | SK Slavia Praha         | 30 | 15 | 7  | 8  | 43 | 24 | 52 |
| 5.   | 1. FC Synot             | 30 | 14 | 6  | 10 | 43 | 37 | 48 |
| 6.   | FC Slovan Liberec       | 30 | 12 | 10 | 8  | 38 | 27 | 46 |
| 7.   | FC Tescoma Zlín         | 30 | 12 | 5  | 13 | 31 | 39 | 41 |
| 8.   | SK České Budějovice     | 30 | 11 | 7  | 12 | 38 | 38 | 40 |
| 9.   | FK Teplice              | 30 | 9  | 12 | 9  | 32 | 32 | 39 |
| 10.  | FK Jablonec 97          | 30 | 8  | 14 | 8  | 27 | 32 | 38 |
| 11.  | FK Marila Příbram       | 30 | 10 | 7  | 13 | 33 | 37 | 37 |
| 12.  | SFC Opava (N)           | 30 | 8  | 7  | 15 | 34 | 55 | 31 |
| 13.  | FK Chmel Blšany         | 30 | 8  | 6  | 16 | 34 | 54 | 30 |
| 14.  | 1. FC Brno              | 30 | 7  | 9  | 14 | 33 | 43 | 30 |
| 15.  | FK Viktoria Žižkov      | 30 | 6  | 9  | 15 | 18 | 34 | 27 |
| 16.  | FC Viktoria Plzeň (N)   | 30 | 4  | 7  | 19 | 23 | 53 | 19 |

Poznámky:
- Z = Odehrané zápasy; V = Vítězství; R = Remízy; P = Prohry; VG = Vstřelené góly; OG = Obdržené góly; B = Body
- (C) = obhájce mistrovského titulu, (P) = vítěz Českého poháru, (N) = nováček (minulou sezónu hrál nižší soutěž a postoupil)

|  | Postup do předkola Ligy mistrů 2004/05 |
|  | Postup do předkola Ligy mistrů 2004/05 |
|  | Postup do Poháru UEFA 2004/05          |
|  | Postup do Poháru Intertoto 2004        |
|  | Sestup do 2. ligy 2004/05              |

### Statistiky
- Nejlepší střelec ročníku: Marek Heinz (Ostrava), 19 gólů
- Celkem diváků: 1 158 523
- Průměr na zápas: 4 827 diváků
- Nejvyšší návštěva: 20 032 diváků, Ostrava – Sparta
- Nejnižší návštěva: 51 diváků, Blšany – Jablonec[1]

## Soupisky mužstev
- V závorce za jménem je uveden počet utkání a branek, u brankářů ještě počet čistých kont

### FC Baník Ostrava
Jan Laštůvka (30/0/11) –
Pavel Besta (28/0),
René Bolf (26/3),
David Bystroň (25/0),
Martin Čížek (30/1),
Peter Drozd (26/5),
Josef Dvorník (10/0),
Marek Heinz (30/19),
Josef Hoffmann (12/0),
Rostislav Kiša (5/0),
Přemysl Krpec (3/0),
Radoslav Látal (25/2),
Mario Lička (26/2),Lukáš Magera (14/1),
Miroslav Matušovič (28/10),
Aleš Neuwirth (4/0),
Zdeněk Pospěch (26/9),
Martin Prohászka (7/1),
Radek Slončík (25/2),
Adam Varadi (14/0),
Libor Žůrek (14/3) –
trenér František Komňacký, asistenti Pavel Vrba a Pavol Michalík

### AC Sparta Praha
David Bičík (1/0/0),
Jaromír Blažek (27/0/12),
Petr Kouba (3/0/1) –
Patrice Abanda (1/0),
Miroslav Baranek (7/0),
Jan Flachbart (4/0),
Igor Gluščević (18/3),
Vladimir Gluščević (4/0),
Jiří Homola (7/1),
Tomáš Hübschman (25/0),
Patrik Ježek (11/2),
Petr Johana (27/1),
Tomáš Jun (26/7),
Marek Kincl (16/4),
Radoslav Kováč (29/3),
Pavel Krmaš (3/0),
Vladimír Labant (17/2),
Rastislav Michalík (25/1),
Jiří Němec (12/0),
Pavel Pergl (22/1),
Martin Petráš (12/0),
Karel Poborský (28/11),
Mirko Poledica (4/0),
Jan Rezek (10/1),
Libor Sionko (15/4),
Tomáš Sivok (10/0),
Jiří Štajner (14/3),
Petr Voříšek (12/0),
Martin Zbončák (7/0),
Lukáš Zelenka (20/2) –
trenér Jiří Kotrba (1.–23. kolo) a František Straka (24.–30. kolo), asistenti Jaroslav Šilhavý, Jan Stejskal a Miroslav Jirkal (17.–30. kolo)

### SK Sigma Olomouc
Martin Vaniak (30/0/15) –
Peter Babnič (29/5),
Tomáš Bouška (2/0),
Robert Caha (29/0),
Jaroslav Černý (5/0),
Tomáš Glos (13/1),
Michal Hubník (16/1),
Roman Hubník (19/1),
Martin Hudec (30/5),
Petr Kobylík (1/0),
Ivo Krajčovič (15/0),
Radim Kučera (30/4),
Jaroslav Prekop (1/0),
Tomáš Randa (26/0),
Ľubomír Reiter (26/15),
David Rojka (4/0),
Vojtěch Schulmeister (5/0),
Patrik Siegl (11/2),
Michal Ševela (9/0),
Radek Špiláček (27/0),
Vítězslav Tuma (2/0),
Aleš Urbánek (12/3),
Stanislav Vlček (14/2),
Martin Vyskočil (28/2),
Pavel Zbožínek (28/1) –
trenér Petr Uličný, asistenti Karel Trnečka a Augustin Chromý

### SK Slavia Praha
Radek Černý (22/0/12),
Matúš Kozáčik (9/0/3) –
Adauto (15/4),
Radek Bejbl (30/1),
Richard Dostálek (12/1),
Lukáš Došek (25/0),
Tomáš Došek (22/7),
Pavel Fořt (16/3),
Patrik Gedeon (6/0),
Tomáš Hašler (11/1),
Tomáš Hrdlička (10/0),
Jefferson Luis (3/0),
György Józsi (12/0),
David Kalivoda (18/1),
Václav Koloušek (12/5),
Matej Krajčík (1/0),
Karel Kratochvíl (16/0),
Pavel Kuka (27/4),
Martin Latka (24/1),
Martin Lukeš (20/1),
Martin Müller (24/1),
Lukáš Nachtman (1/0),
Michal Otočka (2/0),
Adam Petrouš (12/0),
Karel Piták (28/8),
Rudolf Skácel (5/2),
Michal Švec (6/0),
Milan Zachariáš (19/1) –
trenér Miroslav Beránek (1.–16. kolo) a Josef Csaplár (17.–30. kolo), asistenti Pavel Trávník, Miroslav Jirkal a Jan Netscher (všichni 1.–16. kolo) a Luděk Klusáček, Martin Hřídel a Milan Veselý (všichni 17.–30. kolo)

### 1. FC SYNOT
Petr Drobisz (25/0/8),
Pavel Kováč (5/0/3),
Lukáš Macháček (1/0/0) –
Martin Abraham (27/5),
Jakub Bureš (11/1),
Václav Činčala (24/5),
Petr Čoupek (24/1),
Ivan Dvořák (5/0),
Csaba Horváth (2/0),
Milan Ivana (13/3),
Michal Kadlec (15/1),
Rastislav Kostka (24/2),
Jiří Kowalík (3/1),
Petr Laga (1/0),
Josef Lukaštík (5/0),
Vladimír Malár (23/3),
Michal Meduna (29/7),
Tomáš Mica (2/0),
Jan Nezmar (19/8),
Pavel Němčický (16/0),
Jan Palinek (29/1),
Petr Pavlík (11/0),
Milan Petržela (20/1),
Tomáš Polách (25/2),
Jan Rajnoch (14/0),
Marek Seman (9/0),
Petr Slončík (8/0),
Duško Stajić (8/2),
David Šmahaj (1/0),
Veliče Šumulikoski (13/0),
Ivo Zbožínek (4/0) –
trenér Radek Rabušic (1.–4. kolo), František Ondrůšek (5. kolo) a Karel Jarolím (6.–30. kolo), asistenti Vladimír Michal (1.–4. kolo) a František Ondrůšek (1.–4. kolo), Miloslav Machálek (5. kolo) a Petr Vrabec (6.–30. kolo)

### FC Slovan Liberec
Zbyněk Hauzr (15/0/6),
Antonín Kinský (14/0/6),
Martin Lejsal (2/0/0) –
Juraj Ančic (25/0),
Miloš Brezinský (1/0),
Jan Broschinský (2/0),
Libor Došek (12/3),
Baffour Gyan (8/1),
Josef Hamouz (6/0),
Ivan Hodúr (18/3),
Miroslav Holeňák (26/0),
Filip Hološko (18/5),
Tomáš Janů (23/0),
Karol Kisel (26/4),
Václav Koloušek (16/2),
Pavel Košťál (3/0),
David Langer (27/1),
Petr Lukáš (24/0),
Jan Nezmar (5/0),
Petr Papoušek (15/3),
Bohuslav Pilný (16/1),
Jan Polák (21/2),
Michal Pospíšil (26/6),
Miroslav Slepička (24/4),
Jozef Valachovič (14/1),
Tomáš Zápotočný (18/0) –
trenéři Ladislav Škorpil a Josef Csaplár (1.–16. kolo) a Stanislav Griga a Vítězslav Lavička (17.–30. kolo), asistenti Martin Hřídel (1.–16. kolo) a Josef Petřík

### FC Tescoma Zlín
Vít Baránek (16/0/5),
Otakar Novák (16/0/6) –
Martin Bača (4/0),
Martin Bielik (2/0),
Bronislav Červenka (28/2),
Roman Dobeš (29/1),
Tomáš Dujka (5/0),
Luis Fabio Gomes (18/3),
David Hubáček (29/1),
Vladimír Chalupa (12/1),
Tomáš Janíček (23/2),
Richard Kalod (4/0),
Petr Klhůfek (2/0),
Jiří Koubský (28/2),
Zdeněk Kroča (28/2),
Edvard Lasota (29/7),
Marcel Lička (17/0),
Jan Mokrejš (1/0),
Josef Mucha (24/4),
Michal Nehoda (18/1),
Petr Novosad (22/1),
Jaroslav Švach (24/2),
Vlastimil Vidlička (26/2),
Vít Vrtělka (5/0),
Václav Zapletal (1/0),
Petr Zemánek (1/0) –
trenér Vlastislav Mareček, asistenti Jiří Bartl a Pavel Hoftych

### SK Dynamo České Budějovice
Jakub Kafka (22/0/8),
Miroslav Seman (9/0/0) –
Lukáš Adam (20/0),
Petr Bouchal (6/0),
Vladimír Čáp (7/0),
Ivan Dvořák (12/0),
Jan Gruber (24/2),
Pavel Grznár (3/0),
David Homoláč (24/0),
David Horejš (26/0),
Jaroslav Chlebek (25/1),
Jiří Kladrubský (1/0),
Pavel Knietel (1/0),
Marek Kulič (24/8),
David Lafata (29/14),
Martin Leština (24/0),
Aleš Matoušek (28/1),
Miloslav Penner (18/0),
Jaromír Plocek (24/3),
Vladimír Pončák (26/1),
Stanislav Rožboud (3/0),
Jaroslav Schindler (4/0),
Tomáš Sivok (13/0),
Martin Smíšek (10/2),
Ivo Svoboda (7/0),
Martin Vozábal (29/3) –
trenér Pavel Tobiáš, asistenti Daniel Drahokoupil a Pavol Švantner

### FK Teplice
Patrik Kolář (6/0/1),
Tomáš Poštulka (24/0/6),
Radim Vlasák (2/0/0) –
Petr Benát (12/0),
Henrich Benčík (13/3),
Vítězslav Brožík (1/0),
Radek Divecký (15/3),
Michal Doležal (28/0),
Petr Dragoun (1/0),
Martin Fenin (5/1),
Pavel Horváth (22/3),
Tomáš Hunal (20/1),
Martin Klein (10/0),
Michal Kolomazník (8/1),
Jiří Kowalík (5/0),
Pavel Krmaš (9/0),
Tomáš Kuchař (10/1),
Vladimír Leitner (26/0),
Roman Lengyel (16/1),
Libor Maličák (1/0),
Jiří Mašek (13/1),
Karel Rada (27/1),
Jan Rezek (13/1),
Emil Rilke (5/0),
Vlastimil Ryška (12/0),
Jiří Skála (12/0),
Dušan Tesařík (27/2),
Pavel Veleba (12/4),
Pavel Verbíř (30/7),
Petr Voříšek (16/1),
Luděk Zelenka (2/0) –
trenér František Straka (1.–23. kolo) a Jiří Nevrlý (24.–30. kolo), asistenti Svatopluk Habanec a Jan Poštulka

### FK Jablonec 97
Tomáš Lovásik (17/0/5),
Michal Špit (13/0/6) –
Tomáš Čáp (10/0),
Radek Čížek (15/0),
Jan Flachbart (12/0),
Adrián Guľa (11/0),
Ondřej Herzán (29/2),
Radek Hochmeister (30/0),
Richard Hrotek (28/4),
Luboš Hušek (3/0),
Josef Jindřišek (6/0),
Andrej Jožef (2/0),
Michal Kordula (23/0),
Radim König (15/0),
Michal Křemen (1/0),
Josef Laštovka (21/0),
Vladimír Majsniar (2/0),
Jiří Mašek (16/3),
Tomáš Michálek (26/8),
Jaroslav Nesvadba (6/0),
Vladimír Pokorný (5/0),
Jiří Rosický (3/0),
Petr Smíšek (8/1),
Jiří Svojtka (25/0),
Zdeněk Šenkeřík (26/5),
Jiří Vít (4/0),
Miroslav Vodehnal (29/2),
Jozef Weber (24/1) –
trenér Vlastimil Palička (1.–11. kolo) a Petr Rada (12.–30. kolo), asistenti Jan Fiala (1.–11. kolo), Radim Straka a Zdeněk Klucký (12.–30. kolo)

### FC Marila Příbram
Lukáš Paleček (6/0/2),
Oldřich Pařízek (4/0/2),
Jindřich Skácel (2/0/0),
Radek Sňozík (9/0/3),
Michal Václavík (10/0/3) –
Jiří Adamec (8/0),
Jan Berger (2/0),
Jiří Birhanzl (19/0),
Josef Brodský (5/0),
Danijel Cesarec (23/3),
Tomáš Fenyk (4/0),
René Formánek (24/0),
Václav Janů (18/0),
Petr Jendruščák (14/2),
Václav Jordák (1/0),
Marek Kulič (4/0),
Jean Arnaud Loseille (17/1),
Marcel Mácha (19/0),
Ivan Martinčík (2/0),
Alexandre Mendy (19/0),
Jakub Navrátil (7/0),
Róbert Novák (25/3),
Rudolf Otepka (30/8),
Jan Riegel (23/0),
Jiří Rychlík (29/2),
Horst Siegl (13/2),
Vlastimil Svoboda (7/0),
Vít Turtenwald (26/0),
Pavel Zavadil (15/0),
Jan Žemlík (29/6) –
trenér Jozef Chovanec (1.–14. kolo) a František Kopač (15.–30. kolo), asistenti František Kopač (1.–14. kolo), Robert Žák a František Barát (15.–30. kolo)

### SFC Opava
Jiří Bobok (2/0/1),
Petr Vašek (29/0/9) –
Ricardo Alves Andrade (1/0),
Vladimír Bálek (5/0),
Jan Baránek (29/5),
Oleksandr Bessarab (2/0),
Lukáš Černín (4/0),
Jakub Dohnálek (1/0),
Filip Dort (28/11),
Rosemir Pires dos Santos (5/1),
Petr Faldyna (24/1),
Pavel Harazim (4/0),
Zdeněk Holý (9/0),
Michal Horňák (16/0),
Michal Chlebek (14/0),
Radek Jašek (18/1),
Lukáš Jiříkovský (4/0),
Jiří Krohmer (6/0),
Pavel Kulig (12/0),
Daniel Kutty (1/0),
Jaroslav Laciga (5/0),
Michel Dennis Lima da Silva (3/0),
Luboš Loučka (25/2),
František Metelka (29/0),
Zoran Pavlović (1/0),
Zbyněk Pospěch (24/6),
Serhij Pšenyčnych (23/2),
Dušan Půda (8/0),
Pavel Putík (8/1),
Emil Rilke (11/0),
Aleš Rozsypal (23/3),
Miroslav Sečen (1/0),
Martin Sviták (21/1),
Karel Tichota (29/3),
Róbert Zeher (13/0) –
trenér Tomáš Matějček (1.–11. kolo), Svatopluk Schäfer (12.–16. kolo) a Pavel Hapal (17.–30. kolo), asistenti Svatopluk Schäfer (12.–16. kolo trenér), Jiří Berousek (1.–16. kolo), Pavel Hapal (1.–16. kolo) a Jiří Neček (17. až 30. kolo)

### FK Chmel Blšany
Aleš Chvalovský (30/0/3) –
Jiří Bílek (23/0),
Jakub Bureš (5/0),
Pavel Devátý (25/3),
Pavel Hašek (15/1),
Martin Horáček (28/3),
Lukáš Hrabák (6/0),
Vlastimil Kožíšek (12/0),
Slavomír Lukáč (27/1),
Lukáš Michal (15/1),
Lubomír Myšák (5/1),
Tomáš Pešír (25/2),
Lukáš Pleško (29/1),
Michal Polodna (22/6),
Daniel Pudil (11/2),
Radek Sláma (8/0),
David Sourada (4/0),
Filip Stibůrek (7/0),
Jiří Sýkora (25/0),
Radek Šelicha (22/4),
Radek Šourek (26/1),
Jan Vorel (29/0),
Luděk Zelenka (13/8) –
trenér Günter Bittengel (1.–10. kolo) a Michal Bílek (11.–30. kolo), asistent Jiří Sedláček a Petr Rada (11.–30. kolo)

### 1. FC Brno
Tomáš Belic (28/0/8),
Peter Brezovan (2/0/0) –
Martin Abraham (30/0),
Michal Belej (23/2),
Libor Došek (15/7),
Roman Drga (4/0),
Martin Dupal (1/0),
Lukáš Hlavatý (13/0),
Zdeněk Houšť (5/0),
Martin Kotůlek (25/0),
Karel Kroupa (22/3),
Miloš Krško (9/0),
Patrik Křap (14/0),
Petr Křivánek (25/2),
Tomáš Máša (9/1),
Pavel Mezlík (8/1),
Petr Musil (16/1),
Jan Nečas (1/0),
Milan Pacanda (27/12),
Aleš Schuster (24/1),
Petr Schwarz (6/0),
Pavel Simr (1/0),
Milan Svoboda (23/0),
Pavel Šustr (14/0),
Petr Švancara (24/3),
Marek Zúbek (26/0),
Martin Živný (20/0) –
trenér Karel Večeřa (1.–15. kolo) a Stanislav Schwarz a Karel Jarůšek (16.–30. kolo), asistenti Bohumil Smrček, Rostislav Horáček a Petr Maléř (1.–15. kolo) a Josef Hron (16.–30. kolo)

### FK Viktoria Žižkov
Petr Pižanowski (30/0/11) –
Jan Buryán (26/0),
Marián Dirnbach (27/0),
Radek Görner (4/0),
Jakub Hottek (24/1),
Kennedy Chihuri (28/1),
Roman Janoušek (4/0),
Maroš Klimpl (30/1),
Petr Mikolanda (13/0),
Miroslav Mikulík (18/0),
Antonín Mlejnský (24/0),
Jiří Němec (12/0),
Jan Novotný (1/0),
Tomáš Oravec (30/5),
Aleš Pikl (27/4),
Ondřej Prášil (22/0),
Martin Prohászka (13/1),
Jiří Sabou (27/4),
Michal Starec (4/0),
Luděk Stracený (9/0),
Michal Ščasný (29/1),
Miroslav Šebesta (1/0),
Josef Šimek (1/0),
Marcel Šťastný (3/0) –
trenér Vítězslav Lavička (1.–6. kolo), Václav Hradecký (7.–16. kolo) a Günter Bittengel (17.–30. kolo), asistenti Václav Hradecký (7.–16. kolo trenér), Milan Sova a Petr Holota (7.–16. kolo)

### FC Viktoria Plzeň
Sorin Colceag (17/0/4),
Michal Čaloun (8/0/0),
Martin Ticháček (5/0/0) –
Milan Barteska (27/5),
Lubomír Blaha (27/1),
Edno Roberto Cunha (8/1),
Martin Fillo (8/2),
Patrik Gross (10/0),
Róbert Jež (25/1),
Michal Káník (3/0),
Petr Kašťák (11/0),
Petr Knakal (23/2),
Lubor Knapp (10/0),
Luboš Kozel (9/1),
Tomáš Kučera (10/0),
Tomáš Kukol (12/1),
David Limberský (12/0),
Robert Marušič (2/0),
Josef Němec (16/0),
Michal Petrouš (15/0),
Radek Pilař (8/0),
Petr Podzemský (13/0),
Václav Procházka (23/1),
Horst Siegl (13/5),
Roman Skuhravý (16/0),
Petr Smíšek (12/1),
Marek Smola (9/0),
Petr Šíma (4/0),
Martin Švejnoha (29/0),
David Vaněček (2/0),
Jan Zakopal (20/0) –
trenér František Cipro, asistenti Jiří Fryš, Boris Kočí (1.–16. kolo) a Stanislav Purkart (17.–30. kolo)